# 里奥布朗库子爵镇
里奥布朗库子爵镇是巴西米纳斯吉拉斯州的一个市镇。总面积241.957平方公里，总人口35346人，人口密度146.1人/平方公里。